# Januarstreik
In den Januarstreiks von 1918 im Deutschen Reich forderten über eine Million Arbeiter bessere Lebensbedingungen, bessere Arbeitsbedingungen, ein Ende des Ersten Weltkriegs und eine Demokratisierung der Verfassung des Kaiserreichs.
Der Januarstreik 1918 war der dritte in einer Reihe von Massenstreiks gegen den Weltkrieg und seine Auswirkungen. Vorangegangen war im Juni 1916 der Liebknechtstreik – ein Protest gegen die Verhaftung des Sozialisten und Kriegsgegners Karl Liebknecht. Ein Jahr später folgte der Aprilstreik, auch Brotstreik genannt, da sich die Proteste hauptsächlich gegen die unzureichende Lebensmittelversorgung infolge der Rationierung richteten. War der Liebknechtstreik noch vorwiegend eine Berliner Erscheinung gewesen, hatten die beiden anderen deutlich überregionale Dimension angenommen.

## Verlauf
Die Streikwelle in Deutschland folgte unmittelbar auf den Jännerstreik in Österreich-Ungarn, der vom 3. bis zum 25. Januar 1918 dauerte. Am 25. Januar traten die Arbeiter der Torpedowerkstatt in Kiel in den Streik, diese wurden dann durch einen großflächigen Streik in allen größeren Kieler Industriebetrieben unterstützt. Der Kieler Streik dauerte bis zum 1. Februar 1918. Nach Schätzung des Gouverneurs und Chefs der Marinestation der Ostsee, Admiral Gustav Bachmann beteiligten sich 60.000 bis 70.000 Menschen an dem Ausstand.
Wesentlich für die Organisation des Januarstreiks in Berlin verantwortlich waren die Revolutionären Obleute, zumeist Angehörige der Unabhängigen Sozialdemokratischen Partei (USPD), teilweise aus deren linksrevolutionärer Fraktion, dem Spartakusbund. Die USPD hatte sich 1917 aus Protest gegen die den Krieg billigende Haltung ihrer Herkunftspartei, der SPD, von dieser abgespalten und sich so von der so genannten Burgfriedenspolitik distanziert.
Die Obleute waren ähnlich wie der Spartakusbund eine relativ autonome Gruppierung innerhalb der USPD. Ihr Anführer Richard Müller, der den Vorsitz der Streikleitung im Januar 1918 innehatte, bezeichnete die Partei mehrfach als „Plattform“ für die Aktivitäten seiner Gruppe, die im Wesentlichen radikalere Ziele als die Mehrheit der USPD verfolgte. Vor allem aber waren die Obleute nicht auf parlamentarische Arbeit, sondern auf Streiks hin orientiert. Bereits der Aprilstreik und der Liebknechtstreik gingen wesentlich auf ihre organisatorische Vorbereitung zurück, und auch der Berliner Aufstandsplan für die spätere Novemberrevolution wurde von den Obleuten entworfen.
Zu Arbeitsniederlegungen hatten der Spartakusbund und ihm nahestehende Metallarbeiter am 28. Januar 1918 aufgerufen, entgegen den Absichten der Revolutionären Obleute, welche die Streikvorbereitungen bis zur letzten Minute geheim halten wollten. Gründe für die Streiks waren die Hungersnot, eine Desillusionierung über die weitere Entwicklung des Krieges und die Oktoberrevolution in Russland, die bei Marxisten die Hoffnungen auf eine revolutionäre Entwicklung auch im Deutschen Reich neu entfachte. Die Streiks wurden von der Sozialdemokratischen Partei Deutschlands (SPD) und den Gewerkschaften nicht unterstützt. Zwar gingen Friedrich Ebert und Phillipp Scheidemann auf Druck der Arbeiterschaft für die SPD in die Streikleitung, wirkten jedoch auf eine Abschwächung der Aktionen hin. Ebert erklärte dann im Jahre 1924 in einem Gerichtsprozess, er sei nur in die Streikleitung gegangen, um die Bewegung zu mäßigen und möglichst bald einzustellen.
Während der Streikwelle im Januar 1918 wurden zum ersten Mal in breiterem Umfang Arbeiterräte gewählt. Die Streiks nahmen enorme Ausmaße an, allein in Berlin waren mehrere Hunderttausend Streikende beteiligt, das öffentliche Leben fast lahmgelegt. Trotz Versammlungsverbot kam es täglich zu Aufmärschen und Spontandemonstrationen, teilweise auch zu Ausschreitungen. Die Streiks konnten erst nach mehreren Tagen durch einen Einsatz von Polizei und Militär beendet werden. Keine der Streikforderungen wurde erfüllt. Die Anführer wie zum Beispiel der bayerische USPD-Vorsitzende Kurt Eisner, der in München den Munitionsarbeiterstreik organisiert hatte, wurden verhaftet, viele Arbeiter ins Militär eingezogen und an die Front geschickt. Dieses Schicksal traf auch den Vorsitzenden der Streikleitung Richard Müller. Erst im September 1918 konnte dieser sich vom Militärdienst befreien und wieder zu seiner Gruppe stoßen.
De facto wurde Deutschland im letzten Kriegsjahr weniger vom Kaiser oder der offiziellen Regierung geführt, sondern von der Obersten Heeresleitung unter den Generälen Ludendorff und von Hindenburg in der Art einer Militärdiktatur. Erst im Oktober 1918 wurde, als der militärische Zusammenbruch nicht mehr zu verbergen war, eine parlamentarische Regierung unter Beteiligung der Sozialdemokratie eingesetzt und somit eine der wesentlichen Streikforderungen erfüllt. Zu diesem Zeitpunkt hatte sich die Stimmung in der Arbeiterschaft jedoch bereits radikalisiert. Wenig später überrollten die Ereignisse der Novemberrevolution jegliche Vorhaben, die zu einer Reform der Monarchie hätten führen können, so sie je ernsthaft erwogen worden war.
Der Januarstreik gilt als wesentlicher Vorläufer dieser Revolution, viele der im November 1918 spontan entstandenen Arbeiter- und Soldatenräte entstanden nach dem Muster des Januarstreiks 1918.
Mit der Novemberrevolution stürzte auch die Monarchie, der in der Bevölkerung verhasste Krieg wurde durch den Waffenstillstand vom 11. November 1918 beendet.